# Фрідом (Каліфорнія)
Фрідом (англ. Freedom) — переписна місцевість (CDP) в США, в окрузі Санта-Крус штату Каліфорнія. Населення — 3835 осіб (2020).

## Географія
Фрідом розташований за координатами 36°56′25″ пн. ш. 121°47′47″ зх. д. / 36.94028° пн. ш. 121.79639° зх. д. (36.940311, -121.796321).  За даними Бюро перепису населення США в 2010 році переписна місцевість мала площу 2,86 км², уся площа — суходіл.

## Демографія
Згідно з переписом 2010 року, у переписній місцевості мешкало 3070 осіб у 776 домогосподарствах у складі 642 родин. Густота населення становила 1074 особи/км².  Було 806 помешкань (282/км²).
Расовий склад населення:
| - 47,3 % — білих - 3,3 % — азіатів - 1,4 % — чорних або афроамериканців - 1,0 % — корінних американців - 41,9 % — осіб інших рас |

До двох чи більше рас належало 5,1 %. Частка іспаномовних становила 70,7 % від усіх жителів.
За віковим діапазоном населення розподілялося таким чином: 29,4 % — особи молодші 18 років, 61,7 % — особи у віці 18—64 років, 8,9 % — особи у віці 65 років та старші. Медіана віку мешканця становила 30,2 року. На 100 осіб жіночої статі у переписній місцевості припадало 103,0 чоловіків;  на 100 жінок у віці від 18 років та старших — 101,7 чоловіків також старших 18 років.
Середній дохід на одне домашнє господарство  становив 62 227 доларів США (медіана — 46 333), а середній дохід на одну сім'ю — 59 202 долари (медіана — 45 792). За межею бідності перебувало 34,3 % осіб, у тому числі 54,1 % дітей у віці до 18 років та 10,2 % осіб у віці 65 років та старших.
Цивільне працевлаштоване населення становило 1217 осіб. Основні галузі зайнятості: освіта, охорона здоров'я та соціальна допомога — 23,5 %, науковці, спеціалісти, менеджери — 15,4 %, сільське господарство, лісництво, риболовля — 13,6 %, будівництво — 12,7 %.